# NGC 7577
NGC 7577 este o galaxie situată în constelația Peștii. A fost descoperită în 7 octombrie 1885 de către Guillaume Bigourdan⁠(d).